# Max Plaxton
Max Plaxton (Tofino, 29 de mayo de 1985) es un deportista canadiense que compitió en ciclismo de montaña en la disciplina de campo a través. Ganó tres medallas en el Campeonato Mundial de Ciclismo de Montaña entre los años 2002 y 2004.

## Palmarés internacional
| Campeonato Mundial | Campeonato Mundial | Campeonato Mundial | Campeonato Mundial         |
| Año                | Lugar              | Medalla            | Competición                |
| ------------------ | ------------------ | ------------------ | -------------------------- |
| 2002               | Kaprun (Austria)   | Medalla de oro     | Campo a través por relevos |
| 2003               | Lugano (Suiza)     | Medalla de bronce  | Campo a través por relevos |
| 2004               | Les Gets (Francia) | Medalla de oro     | Campo a través por relevos |